# دستگاه عروقی آبی

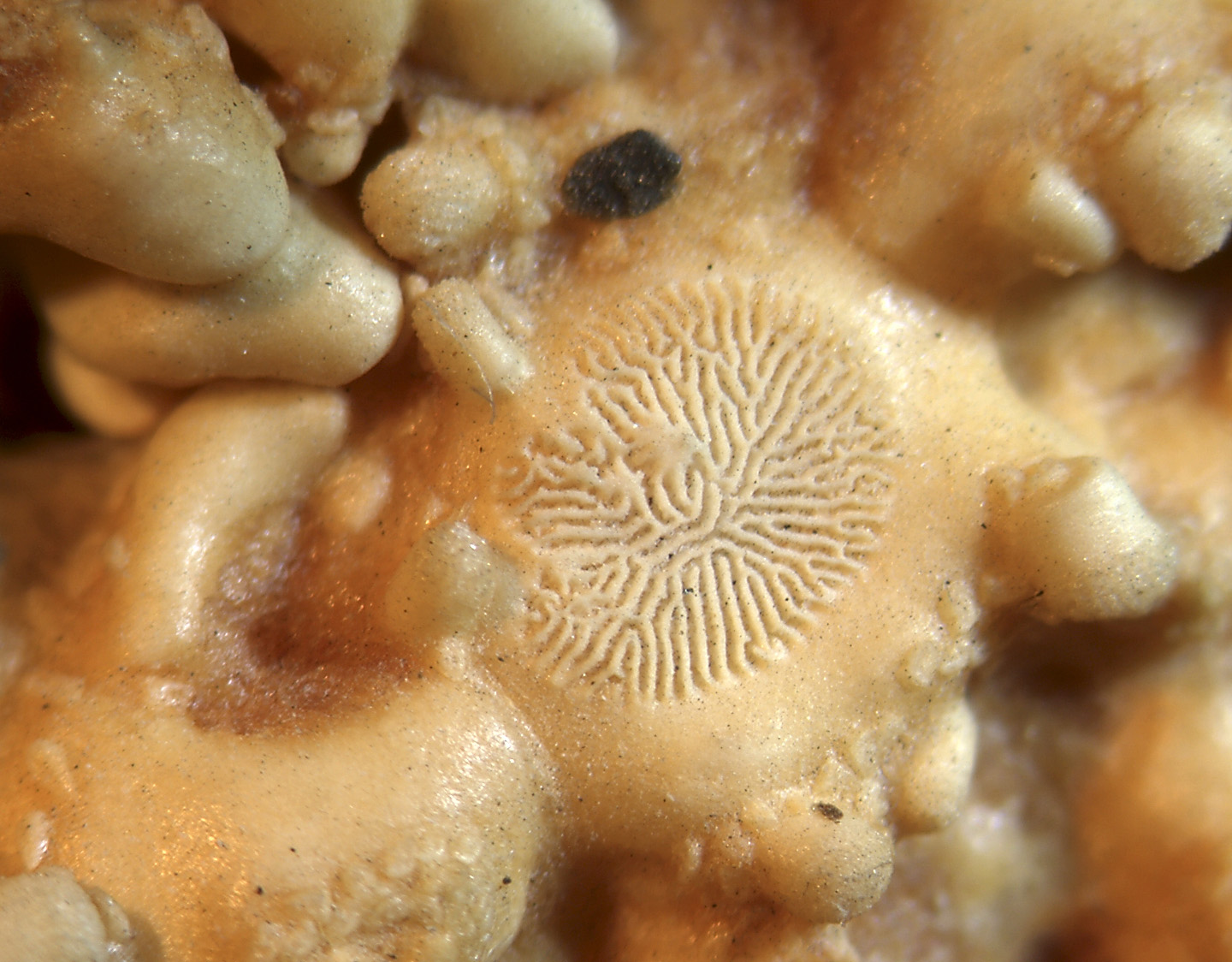
مادرپوریت آستریاس

دستگاه عروقی آبی یا سیستم عروقی آبی (به انگلیسی: Water vascular system)، یک دستگاه هیدرولیکی است که توسط خارپوستان مانند ستارگان دریایی و خارپشت دریایی برای حرکت، حمل و نقل مواد غذایی و زباله و تنفس استفاده می‌شود. این دستگاه از کانال‌هایی تشکیل شده‌است که چندین پای لوله‌ای را به هم متصل می‌کند. خارپوستان با انقباض متناوب ماهیچه‌ها حرکت می‌کنند که آب را وارد پای لوله‌ای می‌کند و سبب می‌شود که آنها امتداد یافته و به زمین فشار بیاورند، سپس شل می‌شوند تا پاها جمع شوند.
ساختار دقیق دستگاه تا حدودی بین پنج ردهٔ خارپوستان متفاوت است. این دستگاه بخشی از حفره‌های سلومیک خارپوستان است، همراه با کولوم همال (یا سیستم همال)، کوئلوم پیرامونی، کولوم گناد و کولوم پیرامون همال.
اصطلاحات دیگری که گاهی برای اشاره به دستگاه عروقی آبی استفاده می‌شود عبارتند از «دستگاه آمبولاکرال» و «دستگاه آبزی». در گذشته از «دستگاه آبخوان» برای اشاره به بسیاری از ساختارهای بی‌مهرگان نامرتبط استفاده می‌شد، اما امروزه به کانال‌های آب در اسفنج‌ها و اسکلت‌هیدرواستاتیک برخی از نرم‌تنان مانند پولینیس محدود شده‌است.